# Slanghazelwormen
Slanghazelwormen (Dibamidae) vormen een familie van hagedissen.

## Naam en indeling
De groep werd voor het eerst wetenschappelijk beschreven door George Albert Boulenger in 1884. De familie is verwant aan de wormhagedissen.
Slanghazelwormen worden verdeeld in twee geslachten. Het geslacht Anelytropsis is monotypisch en kent maar een enkele soort, van het geslacht Dibamus zijn 23 soorten bekend.

## Uiterlijke kenmerken
Slanghazelwormen hebben geen duidelijke poten maar kleine flapachtige structuren aan weerszijden van de cloaca. Ze hebben daarnaast gladde schubben en een puntige kop om beter te kunnen graven. De schubben op de kop zijn veel groter dan die van andere hagedissen, hieraan zijn de soorten te herkennen. Met name de rostrale schub aan de snuitpunt valt op; deze bedekt het grootste deel van de kop.
De grootste soorten kunnen inclusief de staart een lengte tot 30 centimeter bereiken. De meeste soorten worden maximaal ongeveer 15 cm lang inclusief staart. Alle soorten hebben een roze lichaamskleur en zien eruit als een regenworm. De ogen zijn slechts zichtbaar als zwarte plekjes en liggen onder een schub, de hagedissen hebben een zeer slecht gezichtsvermogen. Ze worden ook blinde hagedissen genoemd vanwege de sterk gereduceerde ogen. Ook in andere talen worden ze zo genoemd zoals het Engelse blind lizards. Ook een gehooropening ontbreekt; de hagedissen zijn doof maar kunnen wel trillingen waarnemen.

## Verspreiding en habitat
De enige soort uit het geslacht Anelytropsis komt voor in Mexico. Alle andere soorten leven in Azië, in vochtige regenwouden. Alle soorten leiden een gravend bestaan onder de grond, vaak bij rottende materialen. Bij bedreiging kan de staart worden afgeworpen, dit wordt wel caudale autotomie genoemd. Op het menu van de meeste soorten staan voornamelijk mieren, termieten en andere kleine ongewervelden.

## Geslachten
De familie omvat de volgende geslachten, met de auteur en het verspreidingsgebied.
| Naam         | Auteur                 | Verspreidingsgebied                                                                                        |
| ------------ | ---------------------- | --- |
| Anelytropsis | Cope, 1885             | Mexico |
| Dibamus      | Duméril & Bibron, 1839 | Azië: Cambodja, China, Filipijnen, Hongkong, India, Indonesië, Maleisië, Nieuw-Guinea, Thailand en Vietnam |